# Newbury (Massachusetts)
Newbury é uma vila localizada no condado de Essex no estado estadounidense de Massachusetts. No Censo de 2010 tinha uma população de 6.666 habitantes e uma densidade populacional de 97,91 pessoas por km².

## Geografia
Newbury encontra-se localizado nas coordenadas 42° 46′ 14″ N, 70° 52′ 21″ O. Segundo o Departamento do Censo dos Estados Unidos, Newbury tem uma superfície total de 68.09 km², da qual 60.48 km² correspondem a terra firme e (11.16%) 7.6 km² é água.

## Demografia
Segundo o censo de 2010, tinha 6.666 pessoas residindo em Newbury. A densidade populacional era de 97,91 hab./km². Dos 6.666 habitantes, Newbury estava composto pelo 97.85% brancos, o 0.26% eram afroamericanos, o 0.15% eram amerindios, o 0.66% eram asiáticos, o 0% eram insulares do Pacífico, o 0.21% eram de outras raças e o 0.87% pertenciam a duas ou mais raças. Do total da população o 1.01% eram hispanos ou latinos de qualquer raça.